# Diplusodon kielmeyeroides
Diplusodon kielmeyeroides är en fackelblomsväxtart som beskrevs av St.-hil.. Diplusodon kielmeyeroides ingår i släktet Diplusodon och familjen fackelblomsväxter. Utöver nominatformen finns också underarten D. k. macrocalyx.